# Toulon-sur-Allier
Toulon-sur-Allier är en kommun i departementet Allier i regionen Auvergne-Rhône-Alpes i de centrala delarna av Frankrike. Kommunen ligger  i kantonen Moulins-Sud som ligger i arrondissementet Moulins. År 2022 hade Toulon-sur-Allier 1 171 invånare.

## Befolkningsutveckling
Antalet invånare i kommunen Toulon-sur-Allier
Referens: INSEE